# Hunter Mickelson
Hunter Dean Mickelson (Jonesboro, 5 marzo 1992) è un cestista statunitense.

## Carriera
Con gli Stati Uniti ha disputato le Universiadi di Gwangju 2015.